# (6835) Molfino
(6835) Molfino est un astéroïde de la ceinture principale.

## Description
(6835) Molfino est un astéroïde de la ceinture principale. Il fut découvert le 30 avril 1994 à Stroncone par l'Observatoire astronomique Santa Lucia de Stroncone. Il présente une orbite caractérisée par un demi-grand axe de 2,61 UA, une excentricité de 0,17 et une inclinaison de 4,0° par rapport à l'écliptique.

## Compléments